# Crocodile Island (Rauer-Inseln)
Crocodile Island ist eine Insel vor der Ingrid-Christensen-Küste des ostantarktischen Prinzessin-Elisabeth-Lands. Sie gehört zu den Rauer-Inseln und liegt südlich bis südöstlich von Shleif Island.
Australische Wissenschaftler benannten sie deskriptiv, da sie in ihrer Form an den Kopf eines Krokodils (englisch crocodile) erinnert.